# Veazie (Washington)
Veazie az Amerikai Egyesült Államok északnyugati részén, Washington állam King megyéjében elhelyezkedő önkormányzat nélküli település.
Veazie postahivatala 1890 és 1892 között működött. A település névadója Thomas Veazie üzletember.

## Fordítás
- Ez a szócikk részben vagy egészben  a   Veazie, Washington című angol Wikipédia-szócikk ezen változatának fordításán alapul.  Az eredeti cikk szerkesztőit annak laptörténete sorolja fel. Ez a jelzés csupán a megfogalmazás eredetét és a szerzői jogokat jelzi, nem szolgál a cikkben szereplő információk forrásmegjelöléseként.